# Умберто Д.
„Умберто Д.“ (на италиански: Umberto D.) е италиански неореалистичен филм на режисьора Виторио Де Сика от 1952 година. Филмът е включен в класацията на списание „Тайм“ All-TIME 100 Movies през 2005 година, както и в списъка – 100 италиански филма за спасяване.
На филмовия фестивал в Кан през 1952 година Де Сика е номиниран за наградата Гранд При.
Според Де Сика филмът е бил доста непопулярен в Италия, тъй като се появява в периода след Втората световна война, когато държавата тъкмо си стъпва на краката и италианците го виждат като твърде критичен. Въпреки това филмът е много популярен извън страната и освен това остава филмът, с който режисьорът се гордее най-много.

## Сюжет
Умберто Д. Ферари (Карло Батисти) е възрастен пенсионер, който изпитва парични затруднения да заплати наема на своята хазяйка Антониа Белони (Лина Дженари). Въпреки че успява да събере немалка сума, хазяйката настоява той да събере цялата сума от 15 000 лири, която е непосилна за него. Старецът живее сам с кученце на име Фрейк, а в сградата, където живее, се сприятелява с прислужницата Мария (Мария-Пия Касилио), която е бременна.
Умберто упорито настоява да остане в наетата си стая, но се предава, когато вижда, че една от стените е разрушена с цел да бъде направена от нея голям салон. Тогава той напуска квартирата си и решава да намери място, където да остави кученцето, но впоследствие се отказва.

## В ролите
- Карло Батисти като Умберто Д. Ферари
- Мария-Пия Касилио като Мария, прислужницата
- Лина Дженари като Антония Белони, хазяйката
- Елена Реа като монахинята в болницата
- Мемо Каретенута като пациент в болницата